# Wujimi (sockenhuvudort i Kina, Heilongjiang Sheng, lat 45,22, long 127,84)
Wujimi (kinesiska: 乌吉密, 乌吉密乡) är en sockenhuvudort i Kina. Den ligger i provinsen Heilongjiang, i den nordöstra delen av landet, omkring 110 kilometer sydost om provinshuvudstaden Harbin. Antalet invånare är 23 365. Befolkningen består av 11 295 kvinnor och 12 070 män. Barn under 15 år utgör 12,0 %, vuxna 15-64 år 80 %, och äldre över 65 år 6,0 %.
Runt Wujimi är det ganska tätbefolkat, med 65 invånare per kvadratkilometer. Närmaste större samhälle är Shangzhi, 10,8 km öster om Wujimi. Omgivningarna runt Wujimi är en mosaik av jordbruksmark och naturlig växtlighet.
Genomsnittlig årsnederbörd är 853 millimeter. Den regnigaste månaden är juli, med i genomsnitt 197 mm nederbörd, och den torraste är januari, med 7 mm nederbörd.